# 39-я армия (СССР)
39-я армия (39 А) — формирование РККА (объединение, армия) в составе Вооружённых Сил СССР во время Великой Отечественной войны и после неё.

## Великая Отечественная война

### Первое формирование
Сформирована 15 ноября 1941 года в Архангельском ВО на основании директивы Ставки ВГК от 2 ноября 1941 года с непосредственным подчинением Ставке ВГК. Первоначально в неё входили 357, 361, 369, 371, 373, 377, 381 сд; 76, 94 кд; ряд отдельных частей (все сформированы в Уральском ВО).
15 ноября 1941 года пятью эшелонами 373-я дивизия отправилась на фронт и 19 ноября 1941 года части дивизии стали прибывать в Грязовец. В Грязовце формировалась 39-я армия. Её формировал генерал-лейтенант И. А. Богданов. В Грязовце дивизия находилась около недели. 27 ноября 1941 года 373-я стрелковая дивизия прибыла в местечко Кукобой Ярославской области.
С 1 декабря 1941 года на армию было возложено строительство оборонительного рубежа по восточному берегу реки Шексны. В декабре перегруппирована в район Торжка и 22 декабря включена в состав Калининского фронта.
22 декабря 1941 года 39-я армия была введена в сражение на стыке 22-й и 29-й армий.

В полдень 23 декабря 1941 года командира и комиссара 361-й стрелковой дивизии вызвали в штаб армии, размещавшийся в районе Песчанки. Здесь командующий армией генерал-лейтенант И. И. Масленников ознакомил их с общей обстановкой под Москвой, на Калининском фронте и поставил дивизии боевую задачу.
К концу декабря войска Калининского фронта в полосе 39-й армии прорвали оборону противника на всю тактическую глубину. В ходе боев 2-7 января 1942 года войска фронта на правом крыле вышли на рубеж р. Волги, а в центре прорвали новую линию обороны, организованную противником по правому берегу Волги, и охватили Ржев с запада и юго-запада.
В ходе Московской битвы участвовала во фронтовой Калининской наступательной операции (5 декабря 1941 — 8 января 1942), к концу которой вышла в район северо-западнее Ржева. Ударом из этого района в ходе Сычёвско-Вяземской операции (8 января — 20 апреля 1942) прорвала оборону противника на узком участке и, развивая наступление на Сычёвку, обеспечила ввод в прорыв 29 А и 11 кк (генерал-майор Г. Т. Тимофеев). К концу января 1942 года её войска вышли к железной дороге Вязьма — Смоленск севернее Ярцево, где встретили упорное сопротивление войск противника.
В начале февраля противник встречными ударами из районов Ржева и Оленино остановил наступление советских войск, заставив их перейти к обороне. В результате сложился Холм-Жирковский выступ, соединённый с фронтом коридором Нелидово — Белый (город).

На Волховском фронте наступление сдерживала постоянная угроза коммуникациям 2-й ударной армии, на Калининском фронте в сходном положении была 39-я армия— Исаев А. Краткий курс истории ВОВ. Наступление маршала Шапошникова]
В феврале-июне 1942 года войска армии вели бои в полуокружении северо-западнее Вязьмы — Холм-Жирковская оборона.
В ходе зимней кампании 1941—1942 года 39 А образовала в обороне 9-й армии группы армий «Центр» «мешок», в котором кроме частей 39 А и 11−го кавкорпуса действовали партизаны. Этот выступ притягивал к себе огромные силы противника, поэтому он решил разрубить «мешок», для чего была спланирована посредством операция «Зейдлиц». Проведение операции было возложено на 9-ю немецкую армию Вальтера Моделя. Операция началась 2 июля 1942 года против войск 39 А, занимавшей выступ в районе города Холм-Жирковский. Немцы нанесли удар в самой узкой части коридора — 27—28 км, атаковав в направлении на Белый и Оленино. 4 июля противник взял населённый пункт Разбойня, в котором размещался штаб 39 А. Войска армии вынуждены были отступать. К 6 июля немцы коридор «закрыли», 39 А и 11 кк оказались в «котле» и рассечены на две группы окружения. 8 июля 11 кк был подчинён 39 А.
17 июля часть армии под командованием генерал-лейтенанта И. И. Масленникова, численностью около 8 тысяч человек, перешла реку Обшу на север и расположилась севернее деревни Шиздерево.
18 июля, по приказу командования Калининского фронта, военный совет 39 А с группой штабных командиров и ранеными должны были эвакуироваться на девяти самолётах У-2 в Андреаполь. При посадке три из них разбились. Окружёнными частями приказано было командовать заместителю И. И. Масленникова, генерал-лейтенанту И. А. Богданову и заместителю начальника политотдела 39 А дивизионному комиссару Шабалину.
Три недели немцы проводили операцию по уничтожению окружённых частей. Шли сплошные бои с прорывавшимися группами частей 39 А. Для немецких войск операция «Зейдлиц» закончилась официально 12 июля после сообщения по радио из главной квартиры фюрера: «Победа в летней битве у Ржева».
В конце июля 1942 года, после выхода отдельных частей и подразделений из окружения, 39 А была расформирована, поскольку к тому времени она фактически перестала существовать.

### Второе формирование
39-я армия второго формирования создана 8 августа 1942 года в составе Калининского фронта на базе 58-й армии второго формирования.
До ноября 1942 года войска армии обороняли рубеж северо-западнее Ржева. В ноябре-декабре участвовали во 2-й Ржевско-Сычёвской операции — наступательных боях на ржевском направлении, в марте 1943 года — в наступательной Ржевско-Вяземской операции (2-31 марта). В Духовщинско-Демидовской операции (14 сентября — 2 октября 1943 г.) её войска освободили Духовщину (19 сентября), во взаимодействии с 43-й армией Рудню (29 сентября) и затем перешли к обороне. В начале 1944 года армия участвовала в Витебской операции.
В наступательной Витебско-Оршанской операции (23-28 июня 1944 года) войска армии во взаимодействии с войсками 5-й армии прорвали оборону противника на богушевском направлении, во взаимодействии с соединениями 43-й армии участвовали в окружении и разгроме витебской группировки противника.
Участвовала в стратегических Белорусской и Прибалтийской операциях.
В Каунасской операции (28 июля — 28 августа) войска армии во взаимодействии с 5-й гвардейской танковой армией развивали наступление севернее Ковно (Каунас) и к концу операции вышли на рубеж восточнее Расейняй — Раудоняны. В Мемельской операции (5-22 октября) армия во взаимодействии со 2-й гвардейской танковой армией в октябре очистила от противника правый берег реки Неман (Нямунас) — от устья до Юрбурга (Юрбаркас). В последующем её войска обороняли рубеж Сударги — Пилькаллен (Добровольск).
Зимой и весной 1945 года армия вела боевые действия в Восточной Пруссии в Инстербургско-Кенигсбергской (13-27 января) и Кенигсбергской (6-9 апреля) операциях.
Боевые действия на советско-германском фронте армия завершила участием в наступательной Земландской операции (13-25 апреля).

## Советско-японская война
1 мая 1945 года армия была выведена в Резерв Ставки ВГК. В мае-июне 1945 года передислоцирована в Монголию и 20 июня включена в состав Забайкальского фронта. В его составе участвовала в Советско-японской войне 1945 года.
В ходе фронтовой наступательной Хингано-Мукденской операции (9 августа — 2 сентября) войска армии нанесли удар из Тамцаг-Булагского выступа по войскам 3-го фронта Квантунской армии (30 А, 44 А) и левому флангу 4-й отдельной армии. Разгромив войска противника, прикрывавшие подступы к перевалам Большого Хингана, армия овладела Халун-Аршанским укреплённым районом. Развивая наступление на Чанчунь, продвинулась с боями на 350—400 км и, захватив Улан-Хото и Солунь (Маньчжурия), к 14 августа вышла в центральную часть Маньчжурии. Развернув наступление на юг, части армии во взаимодействии с 6-й гвардейской танковой армией 19 августа освободили Мукден, 20 августа — Чанчунь, вошли на Квантунский полуостров и 21 августа заняли Дальний (Далянь), 22 августа — Порт-Артур (Люйшунь).
За проявленные мужество, героизм и высокое воинское мастерство десятки тысяч воинов армии были награждены орденами и медалями, а 49 из них присвоено звание Героя Советского Союза. Ряд её соединений и частей удостоены правительственных наград и почётных наименований.
После расформирования Забайкальского фронта осенью 1945 года вошла в состав Забайкальско-Амурского (с 1947 — Забайкальского) военного округа.
В 1956 году армия была расформирована.

## Послевоенное формирование (1970—1992)
Управление 39-й общевойсковой армии (3-го формирования) было создано по приказу Министра обороны СССР от 12 мая 1970 года на базе части управления Забайкальского военного округа. В состав армии вошли советские войска на территории Монгольской Народной Республики. При этом часть войск в Монголии подчинялись не командующему армией, а непосредственно Главнокомандующему войсками на Дальнем Востоке, командующим 10-й воздушной армией и 14-й армии ПВО. Имелись и части центрального подчинения. Штаб армии размещался в Улан-Баторе. В состав армии на момент вывода входили части обеспечения, 3 мотострелковые и 2 танковые дивизии.
В армии находилось более 50 000 военнослужащих, 1816 танков, 2531 бронемашина, 1461 артиллерийская система, 190 самолётов и 130 вертолётов.
Летом 1986 года начался постепенный вывод советских войск из Монголии. Он был завершён к сентябрю 1992 года, тогда же 39-я армия была расформирована.

## В составе
15.11.1941 — Ставка ВГК

22.12.1941 — Калининский фронт (до конца июля 1942)

08.08.1942 — Калининский фронт

20.10.1943 — 1-й Прибалтийский фронт

20.01.1944 — Западный фронт

24.04.1944 — 3-й Белорусский фронт

03.07.1944 — 1-й Прибалтийский фронт

16.07.1944 — 3-й Белорусский фронт

06.02.1945 — 1-й Прибалтийский фронт

25.02.1945 — 3-й Белорусский фронт

01.05.1945 — Ставка ВГК

20.06.1945 — Забайкальский фронт

## Состав
См. Сокращённые наименования в Вооружённых Силах СССР и России

### 1941 год
На 15 ноября
- 357, 361, 369, 371, 373, 377, 381 сд; 76, 94 кд; ряд отдельных частей.

### 1942 год
| На 1 января - 183, 220 (без 653 сп), 355, 361, 369, 373, 381 сд; 73, 74, 81, 82, 83 олыжб - 336, 646 ап; 360 гап; 102, 103, 202 огв. мдн - 148, 165 отб - 39 оиб - 21 гв сд - 50 особая рота медицинского усиления - 797 ППГ На 5 января - 124 отдельная эксплуатационная рота связи На 1 апреля - 21 гв., 185, 252, 256, 262, 355, 357, 375, 381 сд; 46, 51 кд; 82, 250, 278, 279, 280, 281 олыжб - 336 пап; 360 гап; 102, 103, 202 огв. мдн - 148, 312 отб - 521 иап; 688 лбап - 39, 69 оиб - 50 особая рота медицинского усиления - 797 ППГ - 124 отдельная эксплуатационная рота связи | На 1 июля - 21 гв., 41 гв., 252, 256, 262, 357, 373, 381 сд; с 6 июля 355 сд из 22 А; с 8 июля 11 кк (18, 24, 46, 82 кд) - 336 пап; 339 ап; 102, 103, 202 огв. мдн - 312 отб - 39, 69 оиб - 50 особая рота медицинского усиления - 797 ППГ - 124 отдельная эксплуатационная рота связи На 8 августа - 27 гв., 158, 178, 348, 359 сд; 130 сбр - 153 тбр - ряд артиллерийских и других соединений, частей. - 50 особая рота медицинского усиления - 797 ППГ - 124 отдельная эксплуатационная рота связи На 1 октября - 158, 178, 380 сд; 130 сбр - 421 аап; 1098 пап; 269, 712 иптап; 47 огв. мдн - 28, 81 тбр - 17, 228 оиб - 50 особая рота медицинского усиления С 1 ноября до 1 декабря также - 29 отп |

### 1943 год
| На 1 января - 135, 158, 178, 186, 373 сд; 101, 117, 130, 136 сбр; 89 опаб - 421 аап; 480, 827 гап; 545 пап; 787 орадн; 269, 587, 712 иптап; 555, 556 аминп; 170 минп; 99 гв. мп; 47 огв мдн; 601 зенап - 28, 81 тбр; 46 мбр - 17, 114, 228 оиб; 126 пмб - 50 особая рота медицинского усиления На 1 апреля - 17 гв., 93, 134, 135, 155, 158, 178, 185, 234 сд; 114, 117, 124-я сбр, 130, 136 сбр - 10 гв., 421 аап; 545, 1157 пап; 472, 480, 827 гап; 301, 587, 592, 610, 712 иптап; 555, 556 аминп; 553, 554 минп; 34 гв. мп; 109 огв. мдн; 225, 601, 618, 621 зенап; 397, 490 озадн - 28 гв., 143 тбр - 17, 20, 228, 251, 293 оиб; 122, 125 пмб; 737 оминсб - 50 особая рота медицинского усиления | На 1 июля - 134, 158, 178, 185, 234 сд; 124-я сбр; - 106 гв., 545 пап; 472, 480 гап; 610 иптап; 554, 555 минп; 34 гв. мп; 621 зенап; 490 озадн; в сентябре 21 адп (64 тпабр, 94 тгабр, 66 лабр); 4 иптабр - 28 гв. тбр - 17, 228, 251, 293 оиб; 122, 125 пмб; в сентябре 4 шисбр - 50 особая рота медицинского усиления На 1 октября - 5 гв. ск (9, 17, 19 гв.; 97 сд), 84 ск (134, 158, 184, 219 сд), 91 гв., 32 сд; 124-я сбр; - 103 габр БМ (21 адп); 41 гв. кап; 545 пап; 472 гап; 4 иптабр; 587, 610 иптап; 552, 554, 555 минп; 326 гв. мп; 240 огв. мдн; 621 зенап; 490 озадн - 28 гв., 60 тбр; 47 мбр; 27 отп; 1818 сап - 4 шисбр; 17, 228, 251 оиб; 122 пмб - 50 особая рота медицинского усиления |

### 1944 год
| На 1 января - 5 гв. ск (9, 17, 19, 91 гв. сд), 84 ск (134, 158, 262 сд), 124-я сбр; - 8 пад (26, 28 гв. пабр); 55 габр и 103 габр БМ (21 адп); 41 гв. кап; 545 пап; 472 гап; 4 иптабр; 610 иптап; 558 минп (31 минбр); 408, 552, 554, 555 минп; 20 гв. мбр; 326 гв. мп; 39 зенад (1406, 1410, 1414, 1526 зенап); 225, 621 зенап; 490 озадн - 28, 39 гв. тбр; 47 мбр; 11 гв. отп - 17, 228 оиб; 122 пмб - 50 особая рота медицинского усиления На 19 января - 5 гв. ск (17, 19, 91 гв. сд), 84 ск (134, 158, 262 сд) - 610 иптап; 545 пап; 472 гап; 41 гв. корпусной пап; 408 минполк; 225, 621 зенап; 490 озадн; 787 орадн; 326 гв. минполк; 4 иптабр - 28 гв. тбр; 47 мбр - 4 шисбр; 17, 228 оиб - 50 особая рота медицинского усиления На 1 апреля - 5 гв. ск (17, 19, 91 гв. сд), 84 ск (158, 262 сд) - 41 гв. кап; 545 пап; 472 гап; 4 иптабр; 610 иптап; 555 минп; 225, 621 зенап; 490 озадн - 28 гв. тбр - 4 шисбр; 17, 228 оиб - 50 особая рота медицинского усиления | На 1 июля - 5 гв. ск (17, 19, 91 гв., 251 сд), 84 ск (158, 164, 262 сд) - 139 апабр; 610 иптап; 555 минп; 54 гв. мп; 621 зенап - 28 гв. тбр; 735, 957 сап - 32 исбр - 50 особая рота медицинского усиления На 1 октября - 5 гв. ск (17, 19, 91 гв. сд), 113 ск (192, 262, 338 сд), 152 УР - 139 апабр; 83 гв., 480 гап; 610 иптап; 555 минп; 54, 307, 326 гв. мп; 33 зенад (1378, 1710, 1715, 1718 зенап); 621, 1481 зенап; 64 озадн - 28 гв. тбр; 735, 927 сап - 32 исбр - 185 орро - 50 особая рота медицинского усиления |

### 1945 год
| На 1 января - 5 гв. ск (17, 19, 91 гв. сд), 94 ск (124, 221, 358 сд), 113 ск (192, 262, 338 сд), 152 УР - 139 апабр; 83 гв., 480 гап; 392, 570 кап; 610 иптап; 555 минп; 326 гв. мп; 20 зенад (1333, 1339, 1345, 1351 зенап); 621, 1275, 1481 зенап - 28 гв. тбр; 76 гв. отп; 735, 927, 1197 сап; 271 омб ОСНАЗ; 48 одн брп - 9 шисбр; 32 исбр - 35 оиптабр (1246 иптап) - 43 ооб; 185 орро - 14 иптап - 262 оатб - 140 атр (аэродромно-техническая рота) - 50 особая рота медицинского усиления | На 1 апреля - 5 гв. ск (17, 19, 91 гв. сд), 94 ск (124, 221, 358 сд), 113 ск (192, 262, 338 сд) - 139 апабр; 64 гап; 610 иптап; 555 минп; 326 гв. мп; 67 зенад (1982, 1986, 1990, 1994 зенап); 621, 1481 зенап - 28 гв. тбр; 378 гв. тсап; 735, 927, 1197 сап; в январе 1 тк (89 тбр, 117 тбр, 159 тбр, 44 мсбр) - 32 исбр - 50 особая рота медицинского усиления Части армейского подчинения: - 7-й отдельный Ковенский орденов Александра Невского и Красной Звезды полк связи |

### 1988 год
Штаб — Улан-Батор (Монголия)
- Управление командующего, штаб (в/ч п.п 21478, г. Улан-Батор);
- 2-я гвардейская танковая Тацинская Краснознамённая ордена Суворова дивизия (штаб — Чойбалсан)[~ 16];
- 51-я танковая дивизия (Булган)[~ 17];
- 12-я мотострелковая дивизия (Багануур)[~ 18];
- 41-я мотострелковая дивизия (Чойр)[~ 19];
- 91-я мотострелковая дивизия (Шивээговь (Шеви-Гоби))[~ 20]
- 758-й батальон охраны и обеспечения;
- 46-я бригада материального обеспечения (п. Мааньт (Манита));
- 70-я зенитная ракетная бригада (г. Чойр);
- 88-я радиотехническая бригада ОсНаз (г. Чойр);
- пушечный артиллерийский полк (г. Чойр)
- 71-я радиотехническая бригада ПВО (г. Улан-Батор);
- 20-я разведывательная бригада ГРУ (г. Арбай-Хэрэ);
- 25-я разведывательная бригада ГРУ (г. Чойбалсан);
- 156-й армейский реактивный артиллерийский полк (Шеви-Гоби с 1987, до 1987 — г. Чойбалсан);
- 68-й отдельный вертолётный полк (Налайха)[~ 21]
- 27-й инженерно-сапёрный полк;
- 373-й отдельный вертолётный полк;
- 195-й отдельный полк связи (г. Улан-Батор);
- 313-й понтонно-мостовой полк;
- 622-й ремонтно-восстановительный батальон;
- 635-й отдельный электромонтажный батальон связи (г. Улан-Батор);
- 1062-й отдельный батальон тяжёлого подземного кабеля ВГК (г. Улан-Батор);
- 203-й отдельный разведывательный артиллерийский дивизион (г. Чойр);
- 7-я отдельная вертолётная эскадрилья (г. Улан-Батор);
- 282-я отдельная эскадрилья БСР (г. Чойр);
- 1609-й десантно-штурмовой батальон (г. Мандал-Гоби);
- 2065-й отдельный радиотехнический батальон ОсНаз (г. Сайншанд);
- 1673-й батальон РЭБ (г. Сайншанд);
- 1897-й отдельный радиотехнический батальон ПВО (г. Эрдэнэт);
- 255-й радиорелейно-кабельный батальон (г. Улан-Батор);
- 77-й батальон РЭБ;
- 892-я отдельная рота специального назначения (г. Сайншанд);
- 1737-я ремонтно-восстановительная база (г. Чойр);

## Награды

### Почётные наименования
Почётные наименования присвоенные соединениям и частям 39 А:
| Вердинская    | 134 сд — отличившейся в боях при прорыве сильно укреплённой полосы противника.                                                                                |
| Ломоносовская | 234 сд — отличившейся в боях при прорыве сильно укреплённой полосы противника.                                                                                |
| Панкратовская | 185 сд — отличившейся в боях при прорыве сильно укреплённой полосы противника.                                                                                |
| Кулагинская   | 178 сд — отличившейся в боях при прорыве сильно укреплённой полосы противника.                                                                                |
| Рудненская    | 19 гв. сд — отличившейся в боях при освобождении города Рудни.                                                                                                |
| Лиозненские:  | 158 сд, 28 гв. тбр, 4 иптабр, 472 гап. |
| Тильзитский   | 113 ск — соединениям и частям, отличившимся в боях за овладение городами Тильзит, Гросс-Скайсгиррен, Ауловенен, Жиллен и Каукемен.                            |
| Витебские:    | 164 сд, 251 сд, 735 сап, 139 апабр, 610 иптап, 555 арм. минп — отличившимся в боях по прорыву Витебского укреплённого района, а также за овладение Витебском. |
| Духовщинские: | 17 гв. сд, 91 гв. сд, 184 сд, 46 мбр, 47 мбр, 4 иптабр, 4 шисбр.                                                                                              |

### Артиллерийские салюты
- Войскам, прорвавшим сильно укреплённую полосу врага и разгромившим его долговременные опорные пункты в Вердино, Ломоносове, Панкратове, Кулагине и другие, приказом ВГК от 19 сентября 1943 года объявлена благодарность и в Москве дан салют 12 артиллерийскими залпами из 124 орудий.
- Войскам, прорвавшим оборону противника на путях к Смоленску и участвовавшим в боях за Духовщину и Ярцево, приказом ВГК от 19 сентября 1943 года объявлена благодарность и в Москве дан салют 12 артиллерийскими залпами из 124 орудий.
- Войскам, участвовавшим в освобождении Витебска, приказом ВГК от 26 июня 1944 года объявлена благодарность и в Москве дан салют 20 артиллерийскими залпами из 224 орудий.
- Войскам, участвовавшим в овладении гг. Пилькаллен, Лазденен и другими городами, приказом ВГК от 19 января 1945 года объявлена благодарность и в Москве дан салют 20 артиллерийскими залпами из 224 орудий.
- Войскам, участвовавшим в овладении городами Тильзит, Гросс-Скайсгиррен, Ауловенен, Жиллен и Каукемен, приказом ВГК от 20 января 1945 года объявлена благодарность и в Москве дан салют 20 артиллерийскими залпами из 224 орудий.
- Войскам, участвовавшим в овладении Тапиау и другими городами, приказом ВГК от 26 января 1945 года объявлена благодарность и в Москве дан салют 20 артиллерийскими залпами из 224 орудий.
- Войскам, завершившим разгром кенигсбергской группировки немецко-фашистских войск и овладевшим городом и крепостью Кенигсберг, приказом ВГК от 9 апреля 1945 года объявлена благодарность и в Москве дан салют 24 артиллерийскими залпами из 324 орудий.

Указом Президиума Верховного Совета СССР от 9 июня 1945 года учреждена медаль «За взятие Кенигсберга».

## Освобождённые города
Список городов, освобождённых формированиями 39 А, а также во взаимодействии с другими армиями.
- Вердино — освобождён 30.07.1943 в ходе частной операции:
часть сил 134 сд 84 ск.
- Ломоносово — освобождён 1.08.1943 в ходе частной операции:
часть сил 234 сд 84 ск.
- Панкратово — освобождён 13.08.1943 в ходе частной операции:
часть сил 185 сд 83 ск.
- Кулагино — освобождён 16.09.1943 в ходе Духовщинско-Демидовской операции:
83 ск (178 сд, часть сил 9 гв. сд).
- Духовщина — освобождён 19.09.1943 в ходе Духовщинско-Демидовской операции:
2 гв. ск (91 гв. сд, часть сил 97 сд), 5 гв. ск (17 гв. сд, 19 гв. сд), 21 адп (64 тпабр, 94 тгабр, часть сил 66 лабр, 25 мицбр), 4 шисбр.
- Рудня — освобождён 29.09.1943 в ходе Духовщинско-Демидовской операции:
5 гв. ск (17 гв. сд, 19 гв. сд, часть сил 97 сд).
- Лиозно — освобождён 8.10.1943 в ходе наступления на витебском направлении:
84 ск (134 сд, 158 сд), 4 иптабр.
- Витебск — освобождён 26.06.1944 в ходе Витебско-Оршанской операции:
84 ск (158 сд, 164 сд, 262 сд), 957 сап, 139 апабр.
- Укмерге — освобождён 24.07.1944 в ходе Белорусской операции:
84 ск (158 сд, 262 сд).
- Ионава (Яново) — освобождён 29.07.1944 в ходе Каунасской операции:
251 сд 5 гв. ск, 28 гв. тбр.
- Кедайняй (Кейданы) — освобождён 2.08.1944 в ходе Каунасской операции:
158 сд 84 ск.
- Расейняй — освобождён 9.08.1944 в ходе Каунасской операции:
158 сд 84 ск.
- Таураге — освобождён 10.09.1944 в ходе Мемельской операции:
5 гв. ск (17 гв. сд, 91 гв. сд), 28 гв. тбр, 735 сап, 139 апабр, 1 гв. иптабр.
- Расейняй — освобождён 7.10.1944 в ходе Мемельской операции:
113 ск (часть сил 192 сд, часть сил 338 сд, часть сил 152 УР), 927 сап.
- Шмаленингкен-Виткемен (Смалининкай) — освобождён 9.10.1944 в ходе Мемельской операции:
262 сд 113 ск.
- Юрбаркас — освобождён 9.10.1944 в ходе Мемельской операции:
262 сд 113 ск.
- Пилькаллен (Добровольск) — занят 16.01.1945 в ходе Инстербургско-Кенигсбергской операции:
часть сил 124 сд 94 ск.
- Лазденен (Краснознаменск) — занят 18.01.1945 в ходе Инстербургско-Кенигсбергской операции:
152 УР.
- Гросс-Скайсгиррен (Большаково) — занят 20.01.1945 в ходе Инстербургско-Кенигсбергской операции:
1 тк (89 тбр, 117 тбр, 159 тбр, 44 мсбр).
- Жиллен (Жилино) — занят 20.01.1945 в ходе Инстербургско-Кенигсбергской операции:
124 сд 94 ск.
- Тапиау (Гвардейск) — занят 25.01.1945 в ходе Инстербургско-Кенигсбергской операции:
часть сил (221 сд 94 ск).
- Нойхаузен (Гурьевск) — занят 28.01.1945 в ходе Восточно-Прусской операции:
часть сил (192 сд 113 ск.
- Кенигсберг (Калининград) — занят 9.04.1945 в ходе Кенигсбергской операции:
5 гв. ск (17 гв. сд, 19 гв. сд, 91 гв. сд), 113 ск (192 сд, 262 сд, 338 сд), 64 гап, 67 зенад.
- Фишхаузен (Приморск) — занят 17.04.1945 в ходе Земландской операции:
113 ск (часть сил 192 сд, часть сил 262 сд, часть сил 338 сд), 927 сап, 35 иптабр.

## Командование

### Командующие
- 22.10 — 12.12.1941 — генерал-лейтенант Богданов И. А.
- 12.12.1941 — 18.07.1942 —  генерал-лейтенант Масленников И. И. (ранен и эвакуирован 18.07.1942)
- 18 — 22.07.1942 — генерал-лейтенант Богданов И. А. (умер от ран)
- 7.08.1942 — 8.09.1943 — генерал-майор, с 30.01.1943 — генерал-лейтенант Зыгин А. И.
- 9.09.1943 — 27.05.1944 —  генерал-лейтенант Берзарин Н. Э.
- 27.05.1944 — 12.07.1947 —  генерал-лейтенант, с 5.05.1945 генерал-полковник Людников И. И.
- 12.05.1947 — __.05.1953 —  генерал-полковник Белобородов А. П.
- с 18.05.1953 — __.__.1955 — генерал-лейтенант, генерал-полковник Швецов В. И. (до расформирования армии в 1955)
- 12.05.1970 — 18.04.1974 — генерал-лейтенант Кривда Ф. Ф.
- 19.04.1974 — 26.12.1977 —  генерал-майор, генерал-лейтенант Петровский Г. С.
- 27.12.1977 — __.09.1981 — генерал-лейтенант Фомин А. Д.
- __.09.1981 — __.06.1983 — генерал-лейтенант Бурлаков М. П.
- __.06.1983 — 11.09.1985 — генерал-майор, с 3 февраля 1984 года генерал-лейтенант Момотов Ю. И. (погиб в вертолетной авиакатастрофе 27.06.1985 г.)[источник не указан 583 дня]
- 12.09.1985 — 29.01.1987 — генерал-майор, с 5 ноября 1985 генерал-лейтенант Шевцов В. Т.
- 00.01.1987 — 00.10.1988 — генерал-майор, с 29 апреля 1988 генерал-лейтенант Третьяков В. С.
- __.10.1988 — __.12.1989 — генерал-майор, с 30 октября 1988 генерал-лейтенант Майоров Л. С.

### Заместители
генерал-лейтенант Богданов И. А. (до 18.07.1942)

### Члены Военного совета
- 17.11.1941 — 7.08.1942 — корпусной комиссар Фоминых А. Я. (до 7.08.1942)
- 9.12.1941 — 1.05.1943 — полковник Клишин Г. Т.
- 12.08.1942 — ? — генерал-майор Бойко В. Р. (до конца войны с Японией)
- 1.05.1943 — ? — полковник, с 11.07.1945 — генерал-майор Зорин Д. А. (до конца войны с Японией)

### Начальники штаба
2.11 — 1.12.1941 — комбриг Коркодинов П. Д.
1.12.1941 — 24.07.1942 — полковник, с 30.05.1942 — генерал-майор Мирошниченко П. П. (погиб в окружении)
7.08 — 17.10.1942 — полковник, генерал-майор Ильиных П. Ф.
17.10.1943 — 19.02.1947 — полковник, с 3.06.1944 — генерал-майор Симиновский М. И.
25.04.1951 — 07.06.1955 — генерал-майор Турантаев В. В.

### Заместители командующего по танковым войскам—Командующие БТ и МВ
00.04.1942 — 09.08.1944 — Малахов, Ксенофонт Михайлович, полковник
11.08.1942 — 00.10.1942 — Тимин, Александр Иванович, майор
00.09.1944 — 14.03.1948 — Цинченко, Александр Васильевич полковник, генерал-майор т/в

### Начальник отдела связи
Сорокин, Александр Павлович, генерал-майор войск связи (период Советско-японской войны)